# ChatZilla
ChatZilla – klient IRC dla przeglądarek bazujących na Mozilli, jak np. Mozilla Firefox, napisany w językach XUL i JavaScript.
ChatZilla działała na systemach takich jak: Windows, macOS, Linux, Solaris, IRIX, BeOS, HP-UX, OS/2 i BSD. Obecnie zawiera większość funkcji spotykanych w klientach IRC. Wiadomości są wyświetlane z użyciem stylów CSS. ChatZilla jest dostępna dla Firefoksa jako opcjonalne rozszerzenie oraz jako samodzielny program uruchamiany w otoczeniu XULRunner.
W 2017 wraz z wydaniem Firefox 57, Chatzilla przestała działać z tą przeglądarką i została usunięta z katalogu dodatków Firefox. Autorzy zapowiedzieli, że nie będzie już kolejnych wersji i podziękowali użytkownikom.